# Kaospilot
Kaospilot to norweski zespół screamo/hardcore z Oslo, założony w 2000. Grupa odbyła kilka tras koncertowych po Europie, a także po USA i Japonii. Wokalista zespołu Kristoffer Rødseth prowadzi wytwórnię płytową Anomalie Records, natomiast gitarzysta Petter Kaos zajmuje się produkcją muzyczną.

## Członkowie zespołu
- Anders Braut Simonsen - bass
- Kristoffer Rødseth - wokal
- Mads Hornsletten - perkusja
- Marius Ergo - gitara, wokal
- Petter Kaos - gitara, wokal

### Byli członkowie
- Øystein - gitara (2000 - 2004)

Anders był basistą w Manhattan Skyline. Mads i Marius grają również podczas koncertów solowego projektu Snöras. Marius posiada ponadto własny solowy projekt, Ergo.

## Dyskografia
- For Your Safety 7” (Nova Recordings/ Last Effort, lipiec 2001)
- split 7” z Neil Perry (Level Plane, 1 stycznia 2002)
- Kaospilot CD/LP (Level Plane, 9 czerwca 2003)
- split 7” z Van Johnson (Level Plane, 3 sierpnia 2004)
- Shadows CD/LP (Magic Bullet, 9 marca 2009)

Utwory zespołu znalazły się także na składankach Lucky Thirteen (Nova Recordings), 80 Records And We're Not Broke (Yet) (Level Plane).
Ponadto w Japonii została wydana płyta CD Kaospilot_diskografi (Oto Records, 3 lutego 2006) zawierająca wszystkie nagrania sprzed 2006.